# Sympetalae

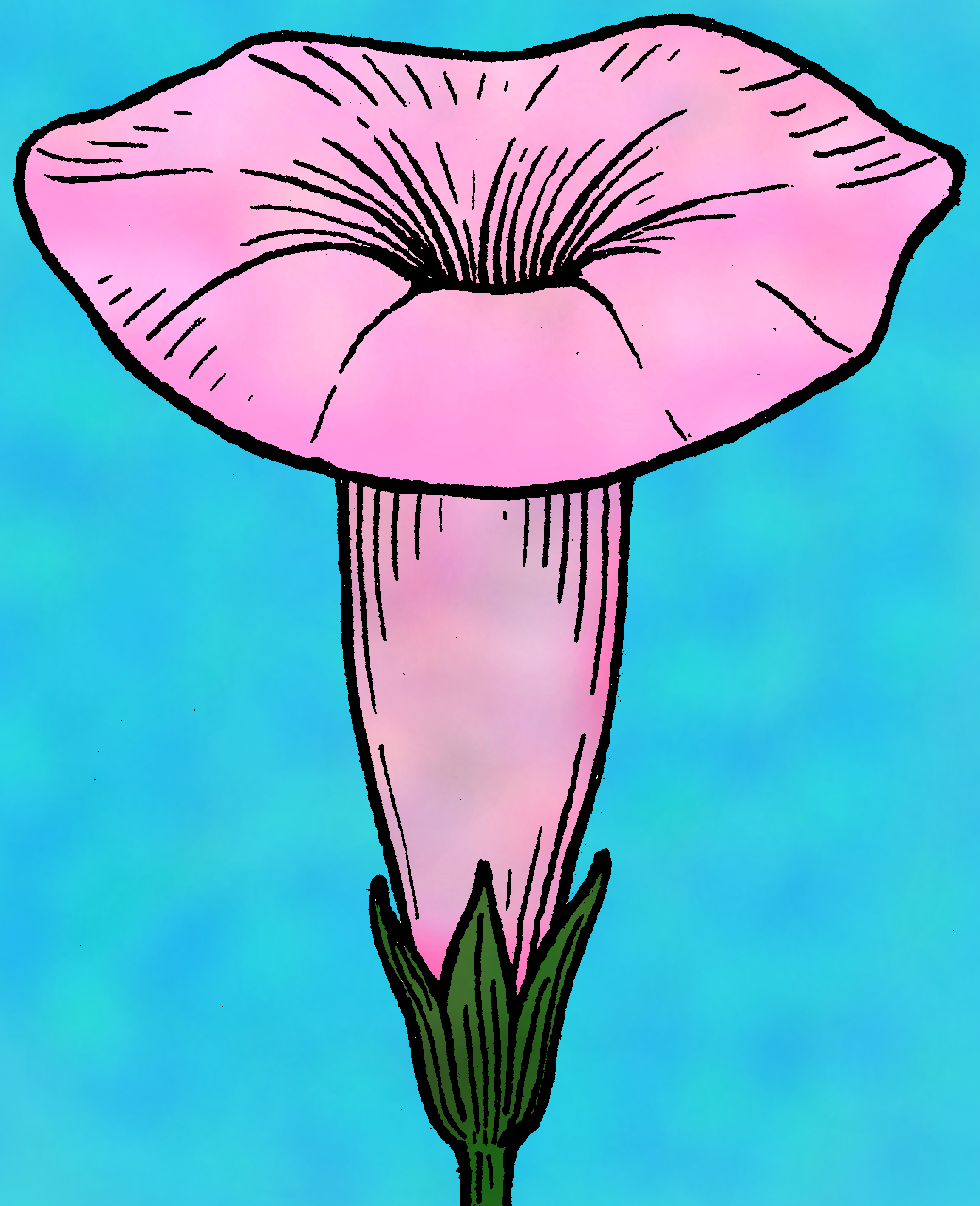
Flor simpétala (pétalas fundidas).

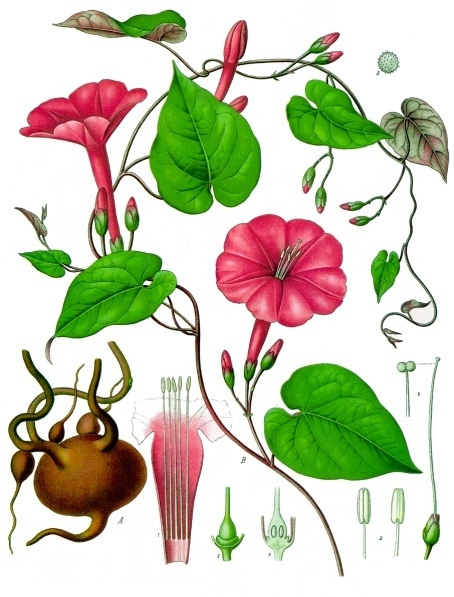
Ipomoea purga, uma flor simpétala.

Sympetalae Rchb. (1828), literalmente 'com as pétalas fundidas', é um nome botânico descritivo usado no sistema Eichler (e em sistemas dele derivados como o sistema Engler e o sistema Wettstein) para designar um grupo das plantas com flor. Neste grupo, as flores apresentam um cálice separado e corola com pétalas fundidas, ao menos na base da corola, uma condição designada por simpetalia. 
Na sua circunscrição taxonómica original, como subclasse, mas não na sua taxonomia interna, este grupo corresponde de muito perto com as Asteridae do sistema Cronquist e com as asterids no sistema APG II.
Antes do aparecimento da classificação filogenética de August Eichler, e seus sucessores, este agrupamento taxonómico corresponde às Gamopetalae de Bentham e Hooker. Nos diagramas florais de Eichler (os Bluthendiagramme), o grupo Sympetalae, também classificado como Metachlamydeae, era listado como uma subclasse da classe Dicotyleae, em oposição a agrupamento Choripetalae.
Adolf Engler e Karl Prantl também incluíram Sympetalae como uma divisão da classe Dicotyledoneae no seu sistema, Die Naturlichen Pflanzenfamilien, com o táxon Sympetalae a ser composto pelas famílias gamopétalas.
Alfred Rendle também inclui Sympetalae como originado das dicots, sendo as Sympetalae divididas em Pentacyclicae e Tetracyclicae de acordo com o número de partes florais em cada grupo.
De acordo com Engler e Prantl, Sympetalae inclui as seguintes ordens: Diapensiales, Ericales, Primulales, Plumbaginales, Ebenales, Contortae, Tubiflorae, Plantaginales, Rubiales, Cucurbitales e Campanulatae. Este grupo corresponde de perto às Asteridae no sistema Cronquist e às asterids no sistema APG II.